# 도요타 센터
도요타 센터(영어: Toyota Center)는 미국 텍사스주 휴스턴에 위치한 실내 경기장이다. NBA 휴스턴 로키츠의 홈 경기장으로 사용되고 있으며, 과거 WNBA 휴스턴 코메츠와 AHL 휴스턴 에어로스의 홈경기장으로 사용했다.